# Haljurivier
Haljurivier (Zweeds – Fins: Haljujoki; Samisch: Haljukursu) is een beek, die stroomt in de Zweedse  gemeente Pajala. De rivier verzorgt de afwatering van het Halju-Rautumeer en stroomt dan naar het noordoosten richting Merasrivier. Ze is circa twaalf kilometer.
Afwatering: Haljurivier → Merasrivier →  Muonio → Torne → Botnische Golf